# Guipronvel
Guipronvel foi uma antiga comuna francesa na região administrativa da Bretanha, no departamento de Finistère. Estendia-se por uma área de 8,38 km². Em 2010 a comuna tinha 4 586 habitantes (densidade: 547,3 hab./km²).
Em 1 de janeiro de 2017, passou a formar parte da nova comuna de Milizac-Guipronvel.